# Die zwei Mrs. Carrolls
Die zwei Mrs. Carrolls ist ein US-amerikanischer Film Noir unter Regie von Peter Godfrey aus dem Jahr 1947. In den Hauptrollen sind Humphrey Bogart und Barbara Stanwyck zu sehen.

## Handlung
Der US-amerikanische, in London lebende Maler Geoffrey Carroll lernt Sally während eines Schottlandurlaubs kennen. Beide verlieben sich ineinander, beenden aber die Beziehung, als Sally erfährt, dass Geoffrey verheiratet ist. Geoffrey malt seine Frau als „Todesengel“ und ermordet sie mit vergifteter Milch. Er heiratet Sally und zieht mit seiner kleinen Tochter Beatrice zu ihr aufs Land. Er wird aber von einem Apotheker erpresst, der um den Mord an seiner ersten Frau weiß.
Über einen ehemaligen Verehrer Sallys, Bruce Pennington, lernt Geoffrey Cecily Latham kennen, die ihm Avancen macht. Er beschließt Sally umzubringen. Wie bei seiner ersten Frau mischt er Gift in die Milch und verabreicht es ihr über Wochen. Ihr Arzt, Dr. Tuttle, hält die Vergiftungserscheinungen für eine nervöse Erkrankung. Als Sally sich mit Beatrice über den Tod ihrer Mutter unterhält, fallen ihr Parallelen zu ihr selbst auf. Als sie heimlich in Geoffreys Atelier geht, sieht sie sein neues Bild, das sie als „Todesengel“ zeigt. Sie ist jetzt überzeugt, dass Geoffrey ein Mörder ist, ruft ihren Freund Pennigton und bittet ihn um Hilfe. Kurz darauf kehrt Geoffrey nach Hause zurück. Er versucht Sally zu erwürgen, wird aber kurz darauf von der Polizei festgenommen.

## Kritiken
„Pseudopsychologischer Kolportagefilm, der seinen Wert aus der Leistung des Hauptdarstellers bezieht.“

Der Film erhielt bei Erscheinen vom Time Magazine und der London Times eher schlechte Kritiken. Heute wird der Film aber positiver bewertet.

## Hintergrund
Die Die zwei Mrs. Carrolls basiert auf einem Stück von Martin Vale. Für einen Film Noir ungewöhnlich spielt die Handlung im ländlichen England. Der Film entstand im Anschluss an Tote schlafen fest, sein Erscheinen wurde aber um zwei Jahre verzögert – vermutlich weil Bogart im kurz vorher gedrehten Konflikt ebenfalls wegen Alexis Smith seine Frau ermordet. In einer kleinen Nebenrolle als Tippgeber beim Pferderennen ist der Regisseur Peter Godfrey zu sehen.